# Романзоффия
Романзоффия, или Романцовия (лат. Romanzoffia), — род растений подсемейства Водолистниковые (Hydrophylloideae) семейства Бурачниковые (Boraginaceae), произрастающих в западной части Северной Америки от севера Калифорнии до Аляски. В зависимости от вида растения могут быть однолетними или многолетними, а также травянистыми растениями или небольшими кустарниками. Они отличаются привлекательными белыми цветами в форме колокольчиков, которые делают их хорошими декоративными растениями.

## Название
Род назван в честь графа Николая Петровича Румянцева, снарядившего кругосветное плавание, которое в трудах А. Шамиссо именуется «исследовательской экспедицией Румянцева» (лат. expeditio speculatoria Romanzoffiana).

## Виды
Существует 5 видов Romanzoffia, которые произрастают на западе Северной Америки:
- Romanzoffia californica Greene
- Romanzoffia sitchensis Bong.
- Romanzoffia thompsonii Marttala
- Romanzoffia tracyi Jeps.
- Romanzoffia unalaschcensis Cham.

## Галерея

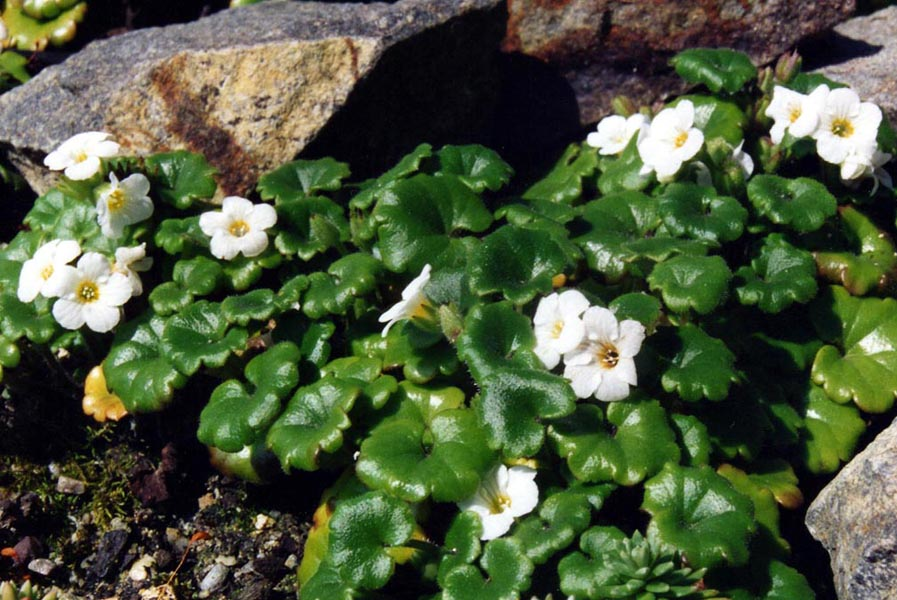
Romanzoffia californica
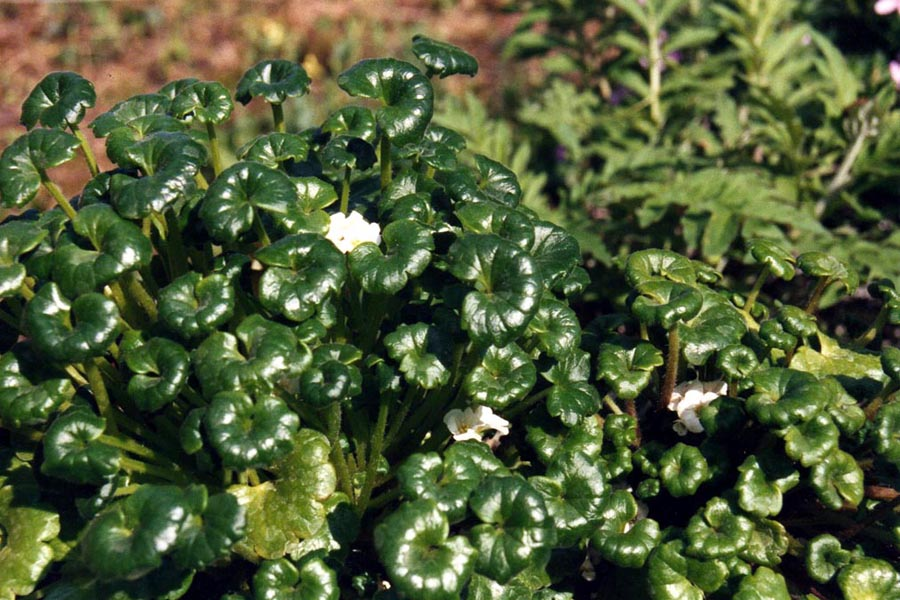
Romanzoffia unalaschcensis
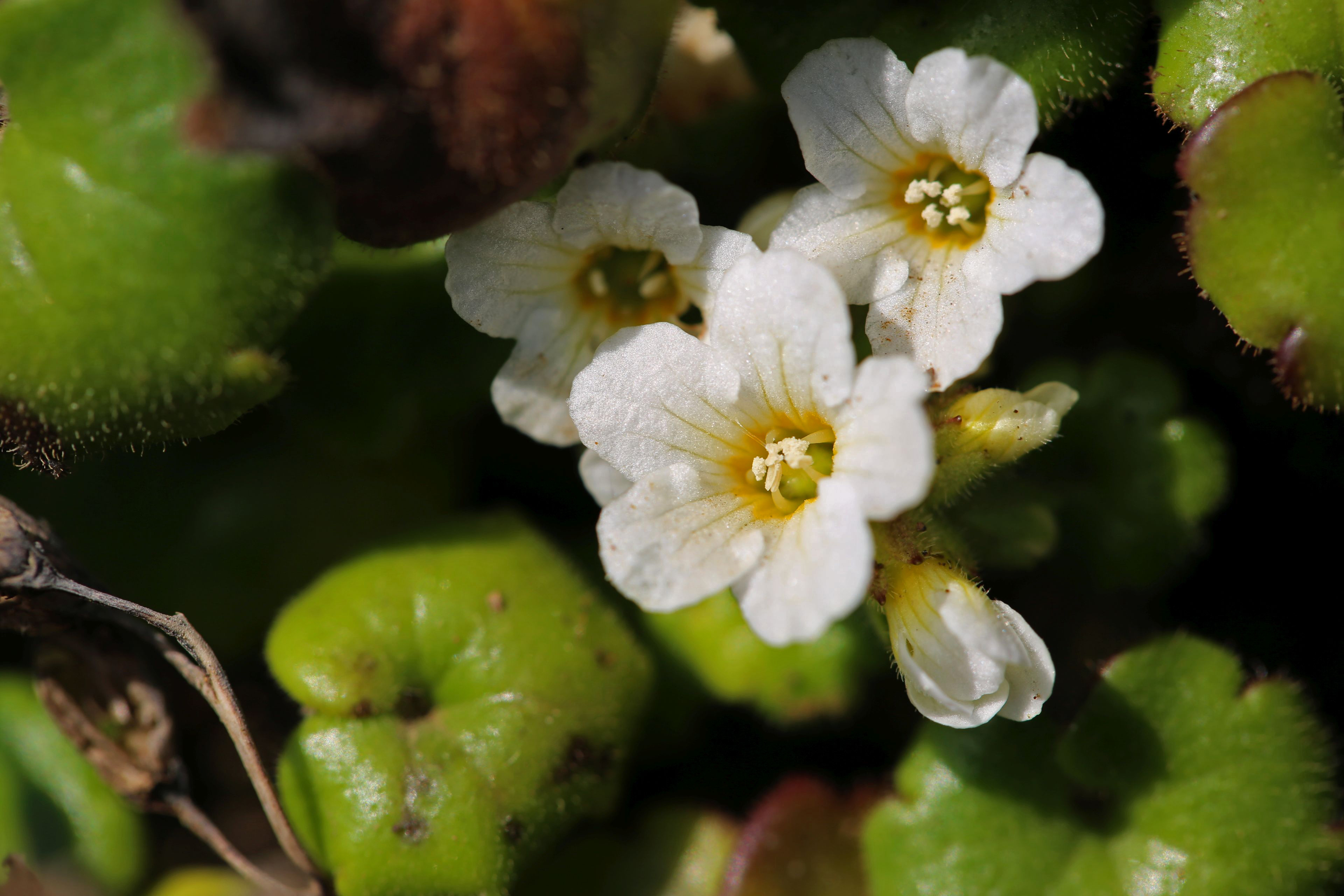
Romanzoffia sitchensis